# Jasmina Rebmann-Janković
Jasmina Rebmann-Janković, geborene Janković (serbokroatisch-kyrillisch Јасмина Јанковић; * 6. Dezember 1986 in Doboj, SR Bosnien und Herzegowina, SFR Jugoslawien) ist eine ehemalige niederländische Handballspielerin bosnisch-serbischer Herkunft.

## Karriere
Jasmina Janković flüchtete vor dem Krieg in ihrer Heimat mit ihrer Familie 1992 in die Niederlande. Ihr Vater ist Serbe. Jasmina Janković spielte in ihrer Jugend in den Niederlanden bei HV Ventura und HV Hellas, bevor sie 2004 für ein Jahr nach Dänemark zur GOG Håndbold School ging. Anschließend spielte die Torhüterin bis 2008 beim niederländischen Verein V&L und danach in der Saison 2008/09 beim dänischen Klub Odense Håndbold. Ab 2009 stand sie beim SVG Celle in der deutschen Handball-Bundesliga unter Vertrag. Im Oktober 2010 kündigte Janković den Vertrag mit Celle vorzeitig. Bis zum Ende der Saison spielte sie dann beim Buxtehuder SV und stand ab der Saison 2011/12 im Kader von Frisch Auf Göppingen. Ab dem Sommer 2014 hütete sie das Tor vom Erstligisten TuS Metzingen. In der Saison 2018/19 stand sie beim französischen Erstligisten Toulon Saint-Cyr Var Handball unter Vertrag. Anschließend kehrte sie nach Göppingen zurück. In der Saison 2020/21 fiel sie aufgrund eines Kreuzbandrisses aus. Nach der Saison 2020/21 beendete sie ihre Karriere.
Für die niederländische Nationalmannschaft, mit der sie an der Weltmeisterschaft 2013 teilnahm, bestritt Jasmina Janković 98 Länderspiele. Weiterhin nahm sie an den Olympischen Spielen 2016 in Rio de Janeiro teil. Janković gewann die Silbermedaille bei der Europameisterschaft 2016 sowie die Bronzemedaille bei der Weltmeisterschaft 2017.
Sie arbeitet in einem Fitnessstudio und absolviert ein Fernstudium zum Fitnesstrainer.
Rebmann-Janković leitete von September 2022 bis September 2023 das Torwarttraining der niederländischen Nationalmannschaft. Seit Anfang des Jahres 2023 ist sie beim deutschen Bundesligisten SG BBM Bietigheim als Torwarttraining tätig.

## Privates
Im Mai 2020 heiratete sie den deutschen Handballtorwart Daniel Rebmann.